# Storkommandører af Dannebrogordenen
Storkommandør af Dannebrogordenen er den øverste ordensklasse i Dannebrogordenen, som kun tildeles fyrstelige personer. Den blev indstiftet ved reskript af 28. juni 1808 af Frederik 6., hvormed han selv blev stifter og ordensherre. Kvinders adgang til ordenen kom først ved reskript af 10. oktober 1951, skønt ordenens insignier har været tildelt kvinder tidligere.
Der er igennem historien udnævnt 39 Storkommandører. I alt har der været 43 Storkommandører, hvor de fire ikke er udnævnte men indsat som stifter eller anlagt som ordensherrer ved tronskifte. Kun Frederik 8. nåede ikke at udnævne nogle Storkommandører i hans tid som ordensherre (1906-1912).
Det særlige ved ordenstegnet til storkommandør er, at der kun eksisterer otte af slagsen, og at der ikke kan oprettes flere. Der er tilbageleveringspligt, så alle ordener skal afleveres tilbage ved dødsfald, og kan først derefter uddeles på ny 
| Ordensherre   | Dato       | Navn                                                                      | Note |
| ------------- | ---------- | ------------------------------------------------------------------------- | --- |
| Frederik 6.   | 28.06.1808 | Kong Frederik 6. af Danmark og Norge                                      | Stifter af ordensklassen.                                                                                        |
| Frederik 6.   | 14.12.1808 | Prins Christian August af Augustenborg                                    | |
| Frederik 6.   | 16.12.1813 | Prins Frederik af Hessen-Kassel                                           | |
| Frederik 6.   | 10.09.1817 | Prins Carl af Hessen-Kassel                                               | |
| Frederik 6.   | 28.10.1828 | Kronprins Christian af Danmark                                            | Udnævnt i anledning af Dronningens fødselsdag.                                                                   |
| Christian 8.  | 28.01.1840 | Enkedronning Marie Sophie Frederikke af Danmark                           | Kun tildelt insignier.                                                                                           |
| Christian 8.  | 10.06.1841 | Kronprins Frederik af Danmark                                             | Udnævnt i anledning af sit bryllup med Mariane af Mecklenburg-Strelitz.                                          |
| Frederik 7.   | 01.08.1854 | Arveprins Frederik Ferdinand af Danmark                                   | |
| Frederik 7.   | 10.06.1860 | Kong Karl 15. af Sverige og Norge                                         | |
| Frederik 7.   | 10.11.1860 | Landgreve Vilhelm af Hessen-Kassel                                        | |
| Christian 9.  | 15.11.1863 | Kong Christian 9. af Danmark                                              | Anlagt som ordensherre efter tronskifte.                                                                         |
| Christian 9.  | 15.07.1865 | Enkedronning Caroline Amalie af Danmark                                   | Kun tildelt insignier.                                                                                           |
| Christian 9.  | 28.07.1869 | Kronprins Frederik af Danmark                                             | Udnævnt i anledning af sit bryllup med Lovisa af Sverige.                                                        |
| Christian 9.  | 30.06.1871 | Kong Georg 1. af Grækenland                                               | |
| Christian 9.  | 07.09.1883 | Dronning Louise af Danmark                                                | Kun tildelt insignier, i anledning af hendes 66 års fødselsdag.                                                  |
| Christian 9.  | 09.11.1891 | Zar Alexander 3. af Rusland                                               | Udnævnt i anledning af zarparrets sølvbryllup.                                                                   |
| Christian 9.  | 26.11.1894 | Zar Nikolaj 2. af Rusland                                                 | Udnævnt efter tronskifte.                                                                                        |
| Christian 9.  | 21.07.1900 | Prins Valdemar af Danmark                                                 | |
| Christian 9.  | 09.09.1901 | Kong Edward 7. af Storbritannien og Irland, Kejser af Indien              | |
| Christian 10. | 14.05.1912 | Kong Christian 10. af Danmark                                             | Anlagt som ordensherre efter tronskifte.                                                                         |
| Christian 10. | 14.05.1912 | Kong Haakon 7. af Norge                                                   | |
| Christian 10. | 28.03.1913 | Kong Konstantin 1. af Grækenland                                          | Udnævnt efter tronskifte.                                                                                        |
| Christian 10. | 18.04.1913 | Kong George 5. af Storbritannien og Irland, Kejser af Indien              | |
| Christian 10. | 10.07.1920 | Prins Georg af Grækenland og Danmark                                      | Udnævnt i anledning af Genforeningen.                                                                            |
| Christian 10. | 03.02.1936 | Kronprins Frederik af Danmark                                             | |
| Christian 10. | 15.05.1937 | Prins Knud af Danmark                                                     | |
| Christian 10. | 30.07.1945 | Kong Gustav 5. af Sverige                                                 | Udnævnt efter Befrielsen.                                                                                        |
| Christian 10. | 26.03.1947 | Prins Axel af Danmark                                                     | |
| Frederik 9.   | 26.05.1948 | Dronning Alexandrine af Danmark                                           | Kun tildelt insignier, i anledning af 50 års dagen for dronningens ankomst til Danmark.                          |
| Frederik 9.   | 08.05.1951 | Kong George 6. af Storbritannien                                          | |
| Frederik 9.   | 24.03.1952 | Kong Gustav 6. Adolf af Sverige                                           | |
| Frederik 9.   | 11.09.1958 | Kong Olav 5. af Norge                                                     | |
| Frederik 9.   | 11.03.1959 | Dronning Ingrid af Danmark                                                | Udnævnt i anledning af Kongens 60 års fødselsdag.                                                                |
| Frederik 9.   | 29.01.1963 | Kong Paul 1. af Grækenland                                                | Udnævnt i anledning af forlovelsen mellem Kronprins Konstantin af Grækenland og Prinsesse Anne-Marie af Danmark. |
| Frederik 9.   | 12.03.1964 | Kong Konstantin 2. af Grækenland                                          | Udnævnt efter tronskifte.                                                                                        |
| Frederik 9.   | 31.03.1968 | Prins Viggo, greve af Rosenborg                                           | |
| Margrethe 2.  | 14.01.1972 | Dronning Margrethe 2. af Danmark                                          | Anlagt som ordensherre efter tronskifte.                                                                         |
| Margrethe 2.  | 16.04.1973 | Prins Henrik af Danmark                                                   | Udnævnt i anledning af Dronningens fødselsdag.                                                                   |
| Margrethe 2.  | 10.04.1975 | Kong Carl 16. Gustav af Sverige                                           | |
| Margrethe 2.  | 28.10.1991 | Kong Harald 5. af Norge                                                   | |
| Margrethe 2.  | 27.01.1993 | Prinsesse Benedikte til Danmark, prinsesse af Sayn-Wittgenstein-Berleburg | Udnævnt i anledning af hendes sølvbryllup.                                                                       |
| Margrethe 2.  | 01.01.2004 | Kronprins Frederik til Danmark                                            | |
| Margrethe 2.  | 16.04.2004 | Prins Joachim til Danmark                                                 | Udnævnt i anledning af Dronningens fødselsdag.                                                                   |
| Frederik 10.  | 26.05.2024 | Dronning Mary af Danmark                                                  | Udnævnt i anledning af Kongens fødselsdag                                                                        |

## Reference
1. ↑  "Prins Henriks ordner udstilles på castrum doloris". på dr.dk. Hentet den 18. februar 2018.